# بوداکسی
شهر بوداکسی(به مجاری: Budakeszi) در پِشت در کشور مجارستان واقع شده‌است. جمعیت این شهر ۱۳٫۵۹۰ نفر  است.